# 漢方セラピー
漢方セラピー（かんぽうセラピー）はクラシエ薬品（旧・カネボウ薬品）から発売する漢方薬ブランドである。ブランドコンセプトは「治すチカラが目を覚ます。」。

## 概要
2006年10月に当時のカネボウ薬品から発売されたもので、「何がいいのか分からない」「値段が高い」「古臭い」などの漢方薬のネガティブイメージを改めるべく、パッケージは正面右側に具体的な症状を大きく・わかりやすく記載するとともに、16症状を色分けした明るめのデザインにすることでイメージ転換を図っている。また、顆粒はスティックタイプ、錠剤は1回分ごとの小分け（分包）タイプとし、メーカー希望小売価格を1,000円台（2021年11月時点でのラインナップでは10%相当の消費税込で1,100円）からとする低価格設定とした。
2007年7月1日親会社がクラシエホールディングス（現:クラシエ）に名称変更し、カネボウ薬品もクラシエ薬品に社名変更する。それに伴い、漢方セラピーのパッケージのシルバーラベル部に記載されていた「Kanebo」ロゴはブランドネームである「漢方セラピー」ロゴに変更された。また、カンポウ専科の一部製品にも取り入れている剤形のアイコンをパッケージ正面の右下に記載した。2007年10月にはシリーズ初の新処方となる「クラシエ」漢方桂枝茯苓丸料加薏苡仁（けいしぶくりょうがんりょうかよくいにん）エキス錠を発売した。
2012年に仕様変更を実施し、OTC医薬品の記載要領変更に伴う対応に加え、剤形を明瞭化するため、剤形のアイコン表記を既存品全てに拡大導入され、箱の内側の内フラップに製品番号・処方名・内容量・JANコードを記載し、フラップを切り取って再購入時に活用できるように改良。併せて、ふたの部分には小さく「Kracie」のロゴも入るようになった。
2014年4月、2015年3月にそれぞれ5つずつ処方が追加発売され、2016年3月に2処方が追加発売された。この2処方にはパッケージ正面に縦書きで「クラシエの漢方」が新たに表示され、既存商品も仕様変更により順次表記されるようになる。
2016年6月には錠剤の仕様変更を行い、従来の小分け（分包）タイプからチャック付パウチ包装に変更され、同時に使用上の注意などの説明書きをパウチ包装に直接記載することで同封していた添付文書が廃止された。
2017年4月には、パッケージ正面右側に効能を大きめの白文字で表記するとともに、より明確な症状を明記し、正面左上のブランドロゴをゴールドに変更した「ゴールドシリーズ」を立ち上げた。当初は新規の1処方と既存品から移行した3処方の計4処方がラインナップされ、2018年3月と同年9月に1処方ずつ追加発売され6処方となった。また、同年9月の処方追加と同時に、錠剤タイプの既存の4処方には、20日分の大容量サイズが追加設定された。
2019年以降も新しい処方の追加や、既存処方の剤形・包装追加が行われている。2021年10月に発売15周年を迎えた。
2023年には、「クラシエ七物降下湯エキス錠」と「ワカ末漢方便秘薬錠」において、プラスチック使用量削減のために包装の仕様が変更され、従来の2袋入りから1袋入りに変更された（パッケージ右側面のイラストが変わるため、開封せずに区別可能。また、下部には印刷インキ工業連合会が定めた「ベジタブルオイルインキマーク」とFSC認証紙のマーク、製品紹介動画へ誘導するための二次元バーコードも入る）。

## 製品ラインナップ
括弧内の数字はパッケージに記載されている製品番号（"T-"から始まる場合は錠剤を指す）。ほとんどの製品が【第2類医薬品】に分類されるが、ヨクイニンエキス顆粒クラシエ、四物血行散、止逆清和錠、「クラシエ」オンジエキス顆粒は【第3類医薬品】に分類される。[L]は大容量サイズ（20日分）がある処方（柴胡加竜骨牡蠣湯エキス錠クラシエ、「クラシエ」ヨクイニン錠、半夏厚朴湯エキス錠「クラシエ」、桂枝加竜骨牡蛎湯エキス錠クラシエ、抑肝散加陳皮半夏エキス錠クラシエ、クラシエ五苓散錠、苓桂朮甘湯エキス錠クラシエは大容量サイズのみの設定）。
一部の処方・剤形を除き、クラシエ（旧:クラシエ製薬）が製造販売元となる。
- ストレス
  - 「クラシエ」漢方半夏厚朴湯エキス顆粒(19)/半夏厚朴湯エキス錠「クラシエ」(T-19)[L] - 顆粒タイプは2014年4月発売、錠剤タイプは2019年10月発売（錠剤タイプのみ 製造販売元:大峰堂薬品工業）
  - 「クラシエ」漢方桂枝加竜骨牡蛎湯エキス顆粒(27) /桂枝加竜骨牡蛎湯エキス錠クラシエ(T-27)[L] - 顆粒タイプは2015年3月、錠剤タイプは2019年10月発売（錠剤タイプのみ 製造販売元:大峰堂薬品工業）
  - JPS柴胡桂枝乾姜湯エキス錠N(T-37) - 2023年3月発売（製造販売元:ジェーピーエス製薬）
- 不眠
  - 「クラシエ」漢方柴胡加竜骨牡蠣湯エキス顆粒(2)/柴胡加竜骨牡蠣湯エキス錠クラシエ(T-2)[L] - 錠剤タイプは2019年10月発売
  - 加味帰脾湯エキス顆粒クラシエ(26)
- 足のつり
  - 「クラシエ」漢方芍薬甘草湯エキス顆粒(68)
- 肌トラブル
  - 「クラシエ」漢方黄連解毒湯エキス顆粒(6) - 2015年3月発売
  - 当帰飲子エキス顆粒「クラシエ」(59) - 2014年4月発売
  - 十味敗毒湯エキス錠クラシエ(T-16)
  - 「クラシエ」漢方桂枝茯苓丸料加薏苡仁エキス錠(T-92) - 2007年10月発売
  - ヨクイニンエキス顆粒クラシエ(8)/「クラシエ」ヨクイニン錠(T-8)[L] - 錠剤タイプは2022年3月発売
- 女性の悩み
  - 「クラシエ」漢方桂枝茯苓丸料エキス錠(T-9)
  - 「クラシエ」漢方桃核承気湯エキス顆粒(1) - 2015年3月発売
  - クラシエ当帰芍薬散錠(T-18)[L] - 2020年10月に大容量サイズを追加発売
  - 四物血行散(99) - 2019年3月発売（製造販売元:剤盛堂薬品）
  - 芎帰調血飲エキスFC錠クラシエ(T-39) - 2021年10月発売（製造販売元:大峰堂薬品工業）
- 更年期
  - JPS知柏地黄丸料エキス錠N(T-97)[L] - 2019年3月発売、2020年10月に大容量サイズ（300錠）を追加発売（製造販売元:ジェーピーエス製薬）
  - 「クラシエ」漢方加味逍遥散料エキス錠(T-33)[L] - 発売当初は「加味逍遥散料エキス錠クラシエ」の販売名で発売されていたが、2020年10月に大容量サイズ（240錠）を追加発売すると同時に加味逍遥散エキスの配合量を2,380mg（1/2量）から2,460mg（3/5量）に増量され、販売名が変更された。
- 疲れ
  - 補中益気湯エキス錠クラシエ(T-21)
- めまい
  - クラシエ漢方苓桂朮甘湯エキス顆粒(7)/苓桂朮甘湯エキス錠クラシエ(T-7)[L] - 顆粒タイプは2014年4月、錠剤タイプは2021年10月発売
- 高血圧の随伴症状
  - JPS釣藤散料エキス錠N(T-67) - 発売当初は「クラシエ釣藤散料エキス錠」の販売名で、クラシエ製薬（現:クラシエ）が製造していたが、2018年11月に製造販売元を変更する仕様変更が行われ、それに伴って販売名が変更された。（製造販売元:ジェーピーエス製薬）
- 二日酔い・頭痛
  - 「クラシエ」漢方五苓散料エキス顆粒(11)/クラシエ五苓散錠(T-11)[L] - 顆粒タイプは2015年3月、錠剤タイプは2021年3月発売
- 尿トラブル
  - 「クラシエ」漢方猪苓湯エキス錠(T-4)
  - 竜胆瀉肝湯エキス錠クラシエ(T-54)
- 冷え症
  - 当帰四逆加呉茱萸生姜湯エキス錠クラシエ(T-90)
- 胃腸
  - 「クラシエ」漢方六君子湯エキス顆粒(34) - 2015年3月発売
  - 半夏瀉心湯エキスEX錠クラシエ(T-50) - 発売当初は「半夏瀉心湯エキス錠Fクラシエ」の販売名で発売されていたが、2020年10月に半夏瀉心湯エキスの配合量を2,850mg（3/4量）から3,040mg（4/5量）に増量し、より具体的な症状を明記するパッケージデザインに変更され、販売名も変更された。
  - 胃苓湯エキスEX錠クラシエ(T-51) - 発売当初は「胃苓湯エキス錠クラシエ」の販売名で発売されていたが、2020年10月に胃苓湯エキスの配合量（12錠中）を1,600mg（粉末）から1,920mgに増量し、"冷え腹"を"お腹が冷えて下痢になる"に表現を改めたパッケージデザインに変更され、販売名も変更された。
  - 止逆清和錠(T-35) - 2020年3月発売（製造販売元:剤盛堂薬品）
- 鼻炎
  - 小青竜湯エキス顆粒クラシエ(15)
  - 「クラシエ」漢方葛根湯加川芎辛夷エキス錠(T-31)
  - 荊芥連翹湯エキス錠Fクラシエ(T-56)
  - 辛夷清肺湯エキス顆粒クラシエ(82) - 2022年10月発売（製造販売元:大峰堂薬品工業）
- お通じの悩み
  - ワカ末漢方便秘薬錠(T-43) - 調胃承気湯製剤
  - 「クラシエ」漢方桂枝加芍薬湯エキス顆粒(41) - 2014年4月発売
  - 乙字湯エキス錠クラシエ(T-24)
- むくみ
  - 防已黄耆湯エキス錠Fクラシエ(T-53)
- 頭痛
  - 呉茱萸湯エキス錠クラシエ(T-38) - 2021年11月発売（製造販売元:大峰堂薬品工業）
- かぜ
  - 「クラシエ」漢方葛根湯エキスFC錠(T-25) - 2023年8月発売。従来発売されていた「葛根湯エキス錠クラシエ」と有効成分の含有量は同一だが、1回量が減り（15才以上:4錠→3錠、15才未満7才以上:3錠→2錠）、服用年齢が5才以上から7才以上に引き上げられている違いがある。
  - 麦門冬湯エキス錠クラシエ(T-69) - 2021年3月発売
  - 麻杏甘石湯エキス錠クラシエ(T-36) - 2021年10月発売
- 年齢による悩み（ゴールドシリーズ）
  - クラシエ七物降下湯エキス錠(T-63)[L] - 「ゴールドシリーズ」への移行に伴いパッケージリニューアル、2018年9月に大容量サイズ（240錠）を追加発売
  - 滋腎通耳湯エキス錠クラシエ(T-57) - 2023年8月発売（製造販売元:剤盛堂薬品）
  - 抑肝散加陳皮半夏エキス顆粒クラシエ(85)/抑肝散加陳皮半夏エキス錠クラシエ(T-85)[L] - 顆粒タイプは2016年3月発売、2017年4月に「ゴールドシリーズ」への移行に伴いパッケージリニューアル、錠剤タイプは2019年10月発売（錠剤タイプのみ 製造販売元:大峰堂薬品工業）
  - 「クラシエ」オンジエキス顆粒(94) - 2017年4月発売
  - 杞菊地黄丸クラシエ(T-96) - 2018年9月発売（製造販売元:八ツ目製薬）
  - 「クラシエ」漢方牛車腎気丸料エキス錠(T-88)[L] - 2017年4月に「ゴールドシリーズ」への移行に伴いパッケージリニューアル、2018年9月に大容量サイズ（240錠）を追加発売
  - 疎経活血湯エキス錠クラシエ(T-60)[L] - 「ゴールドシリーズ」への移行に伴いパッケージリニューアル、2018年9月に大容量サイズ（240錠）を追加発売
  - 独活葛根湯エキス錠クラシエ(T-91) - 2019年8月に「ゴールドシリーズ」への移行に伴いパッケージリニューアル
  - 「クラシエ」漢方八味地黄丸料エキス錠(T-52) - 2017年4月に「ゴールドシリーズ」への移行に伴いパッケージリニューアル。2023年10月に価格改定が実施され、176円（10%の消費税込）値上げされた。
  - 麻子仁丸料エキス錠クラシエ(T-95)[L] - 2018年3月発売、同年9月に大容量サイズ（240錠）を追加発売。
  - 人参養栄湯エキス顆粒クラシエ(32) - 2014年4月発売、「ゴールドシリーズ」への移行に伴いパッケージリニューアル

### 製造終了品
- 肌トラブル
  - コイクラセリド(28) - 2020年3月発売（製造販売元:剤盛堂薬品）
- 女性の悩み
  - 「クラシエ」漢方桂枝茯苓丸料エキス顆粒(9) - 錠剤タイプの『「クラシエ」漢方桂枝茯苓丸料エキス錠』へ統合。
  - 「クラシエ」漢方当帰芍薬散料エキス顆粒S(18) - 当初「当帰芍薬散料エキス顆粒クラシエ」の販売名で発売されていたが、2018年9月に仕様変更され、販売名を変更。錠剤タイプの「クラシエ当帰芍薬散錠」へ統合。
- 更年期
  - 「クラシエ」漢方加味逍遙散料エキス顆粒(33) - 錠剤タイプの『「クラシエ」漢方加味逍遙散料エキス錠』へ統合
- 疲れ
  - 十全大補湯エキス錠クラシエ(T-55)
- 鼻炎
  - 「クラシエ」漢方小青竜湯エキス錠(T-15) - 顆粒タイプの「小青龍湯エキス顆粒クラシエ」へ統合
- 頭痛
  - 呉茱萸湯エキス顆粒(38) - 2016年3月発売。錠剤タイプの「呉茱萸湯エキス錠クラシエ」へ統合
- かぜ
  - 葛根湯エキス顆粒クラシエ(25)/葛根湯エキス錠クラシエ(T-25) - 錠剤タイプは2023年8月に「クラシエ」漢方葛根湯エキスFC錠として復活発売している。
  - 「クラシエ」漢方柴胡桂枝湯エキス顆粒(10)
  - 「クラシエ」漢方五虎湯エキス顆粒S(40)
  - 「クラシエ」漢方甘草湯エキス顆粒S(28)
- 肥満
  - 防風通聖散料エキス錠クラシエ(T-20)
- 神経痛
  - 桂枝加苓朮附湯エキス錠クラシエ(T-29)

## プロモーション
- 2018年　イラストレーター進藤やす子を起用し、雑誌を中心としたプロモーションを開始
- 2020年2月21日〜3月1日　有楽町マルイ（東京都千代田区）で、初のアンテナショップである「漢方セラピーストア　有楽町店」を期間限定で開店。ブース内では商品の販売のほか、漢方カウンセリングなどを行った。[5]
- 2020年7月　第36回読売広告大賞　準グランプリを受賞[6]
- 2021年1月19日 CM放映開始　楽曲:ハナレグミ「Quiet　Light」　監督:西川美和　出演:北浦愛[7]
- 2021年11月20日　漢方セラピー誕生15周年を記念して「人にやさしくなるゲーム」をAmazonなどで販売開始。3,630円（税込）オインクゲームズと共同開発。[8]
- 2022年2月4日 制作スタジオドワーフによるストップモーション・アニメーションを用いた動物のキャラクターの人形劇によるTVCM放映開始 声の出演:杉田智和、三森すずこ（三森は冒頭のクラシエグループ共通のスローガン「夢中になれる明日 Kracie」も担当）[9]